# فانوس دریایی کیپسار

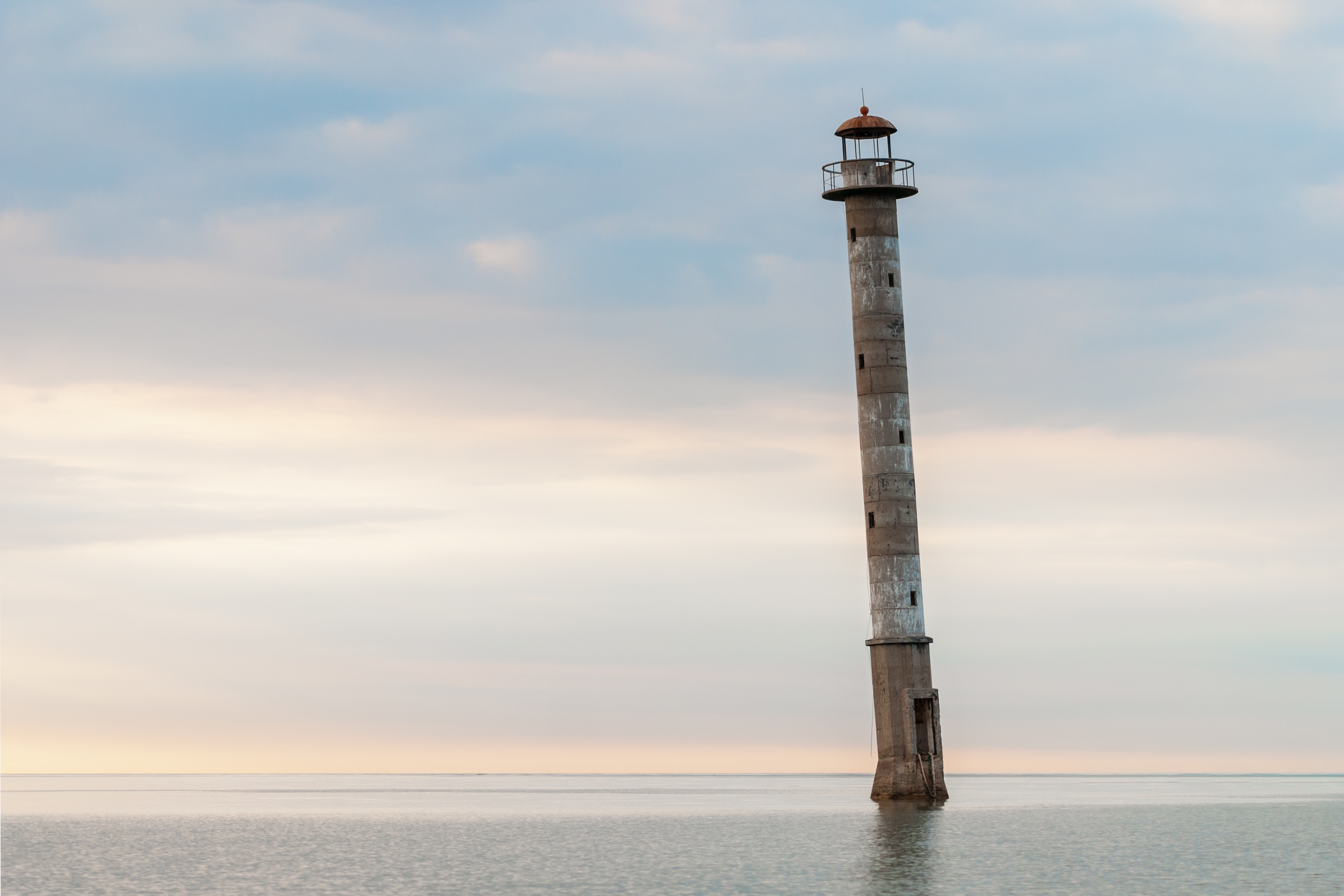
فانوس دریایی کیپسار، خم شدن آن از اوایل ۱۹۹۰ آغاز شد، ۲۰۱۳.

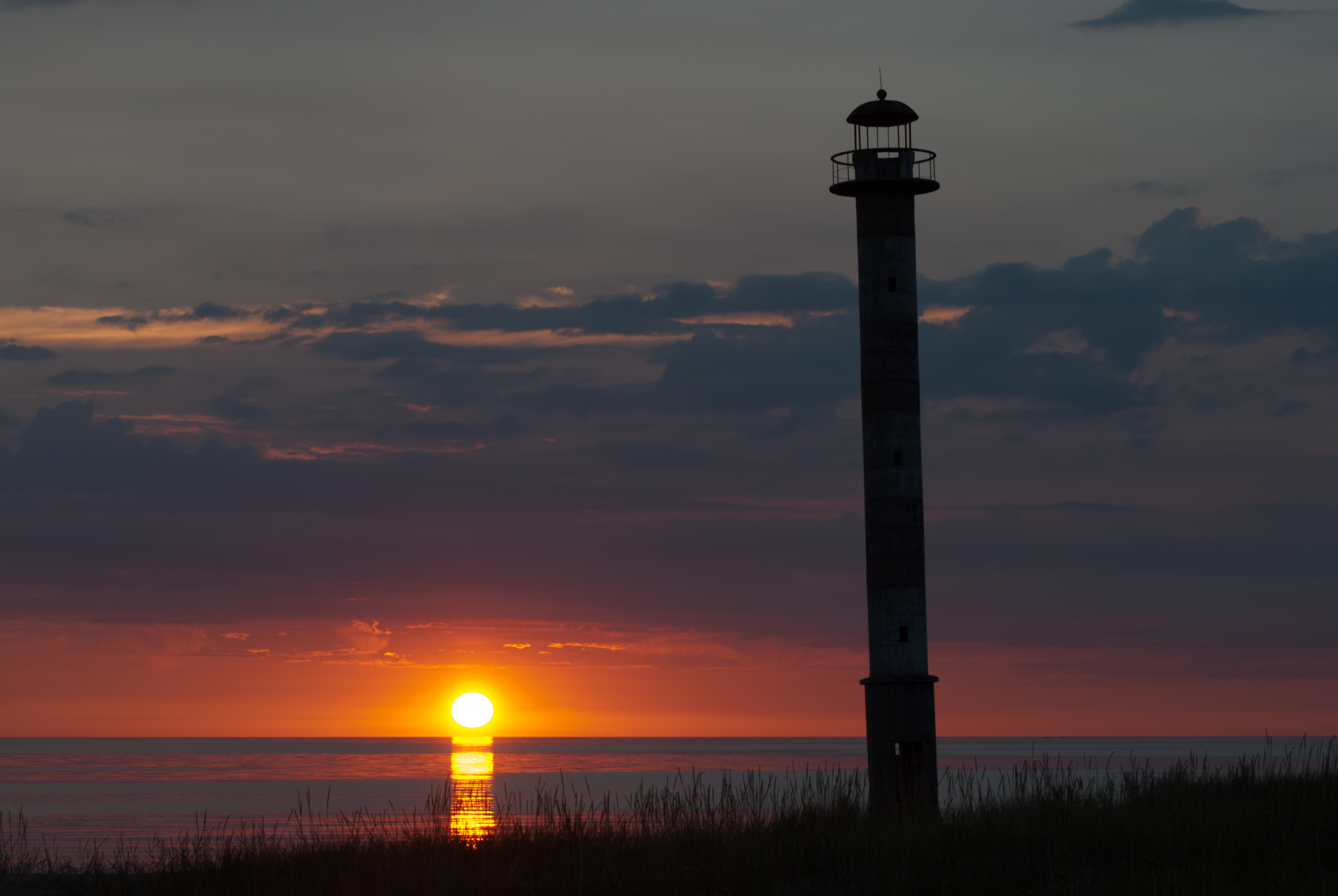
فانوس دریایی کیپسار در غروب خورشید، ۲۰۱۳.

فانوس دریایی کیپسار (Kiipsaare lighthouse)، در انتهای شبه‌جزیره هاریلند در سارما، استونی قرار دارد و در محوطه پارک ملی ویلساندی است.
این فانوس دریایی در سال ۱۹۳۳ با سیمان تقویت‌شده ساخته شد تا ملوانان دریای بالتیک را از خطر شبه‌جزیره هاریلند باخبر سازد. این فانوس دریایی در زمان ساخت حدود ۱۰۰ تا ۱۵۰ متر از دریا فاصله داشت اما حالا به خاطر پیشروی آب در چند متری ساحل و در دریا قرار دارد. امروزه به علت خاک سست منطقه، ساختمان آن کج شده‌است.
در ۱۹۸۸، خط آبی دریا ۱۱ متر از آن فاصله داشت ولی در آغاز ۱۹۹۰، آب دریا به فانوس رسید و برج شروع به کج شدن کرد. ژنراتور برق فانوس دریایی در سال ۱۹۹۲ برداشته شد و ساختمان آن تا سال ۲۰۰۹ در طول روز به عنوان نشانه‌ای برای ملوانان بکار می‌رفت.